# Petar Rakićević
Petar Rakićević (en serbio, Петар Ракићевић, Prokuplje, 4 de junio de 1995) es un baloncestista serbio que pertenece a la plantilla del KK Alytaus Dzūkija de la LKL lituana. Con 2,04 metros de estatura, juega en la posición de alero.

## Trayectoria deportiva

### Profesional
Comenzó a jugar en las categorías inferiores del KK Hemofarm Vršac, hasta que en 2012 fichó por el KK Mladost Čačak de la segunda división del baloncesto serbio. Allí, tras una temporada acoplándose a su primer equipo profesional, ya en la segunda sus estadísticas fueron brillantes, con 17,2 puntos y 5,2 rebotes por partido.
En 2014 fichó por el KK Metalac Valjevo, ya de la KLS, donde nuevamente tuvo un periodo de adaptación la primera temporada, para ya en la segunda promediar 6,5 puntos y 4,7 rebotes por encuentro.
En junio de 2016 decidió presentarse al Draft de la NBA, pero finalmente no fue elegido. En octubre de ese mismo año firmó por tres temporadas con el Estrella Roja de Belgrado.

### Selección nacional
Debutó en la selección de Serbia en la categoría sub-20, con la que ganó el oro en el Campeonato de Europa disputado en Italia en 2015, promediando 4,2 puntos y 3,4 rebotes por partido.